# Kaapse Bossen
De Kaapse Bossen is een 425 hectare groot natuurgebied in de Nederlandse provincie Utrecht dat wordt beheerd door Natuurmonumenten. Het ligt op de stuwwal Utrechtse Heuvelrug en maakt deel uit van Nationaal Park Utrechtse Heuvelrug.

## Geschiedenis
Hendrik Swellengrebel kocht rond 1750, na terugkomst uit Zuid-Afrika waar hij gouverneur van de Kaapkolonie was, het landgoed 'Schoonoordt' aan. De bossen deden hem denken aan het bos achter de Tafelberg bij Kaapstad. Ze kwamen bekend te staan als de 'Kaapse Bossen'. De Helenaheuvel in het bos is vernoemd naar zijn oudste dochter Helena Johanna Swellengrebel (1730-1753), die waarschijnlijk stierf in haar eerste kraambed.

## Bouwwerken
Midden in de Kaapse Bossen ligt op de Ruiterberg landhuis De Ruiterberg. De tuinen van deze buitenplaats werden tussen 1917 en 1923 aangelegd naar ontwerp van tuinarchitect Petrus Hermannus Wattez. Andere opvallende bouwsels zijn de Stenen tafel, het theehuis Helenaheuvel en de uitzichttoren op de Doornse Kaap.

## Biodiversiteit
In de Kaapse Bossen komen verschillende soorten spechten, de appelvink, aardmuis, boommarter en de bosuil voor. In de herfst zijn er vele soorten paddenstoelen te vinden.

## Afbeeldingen

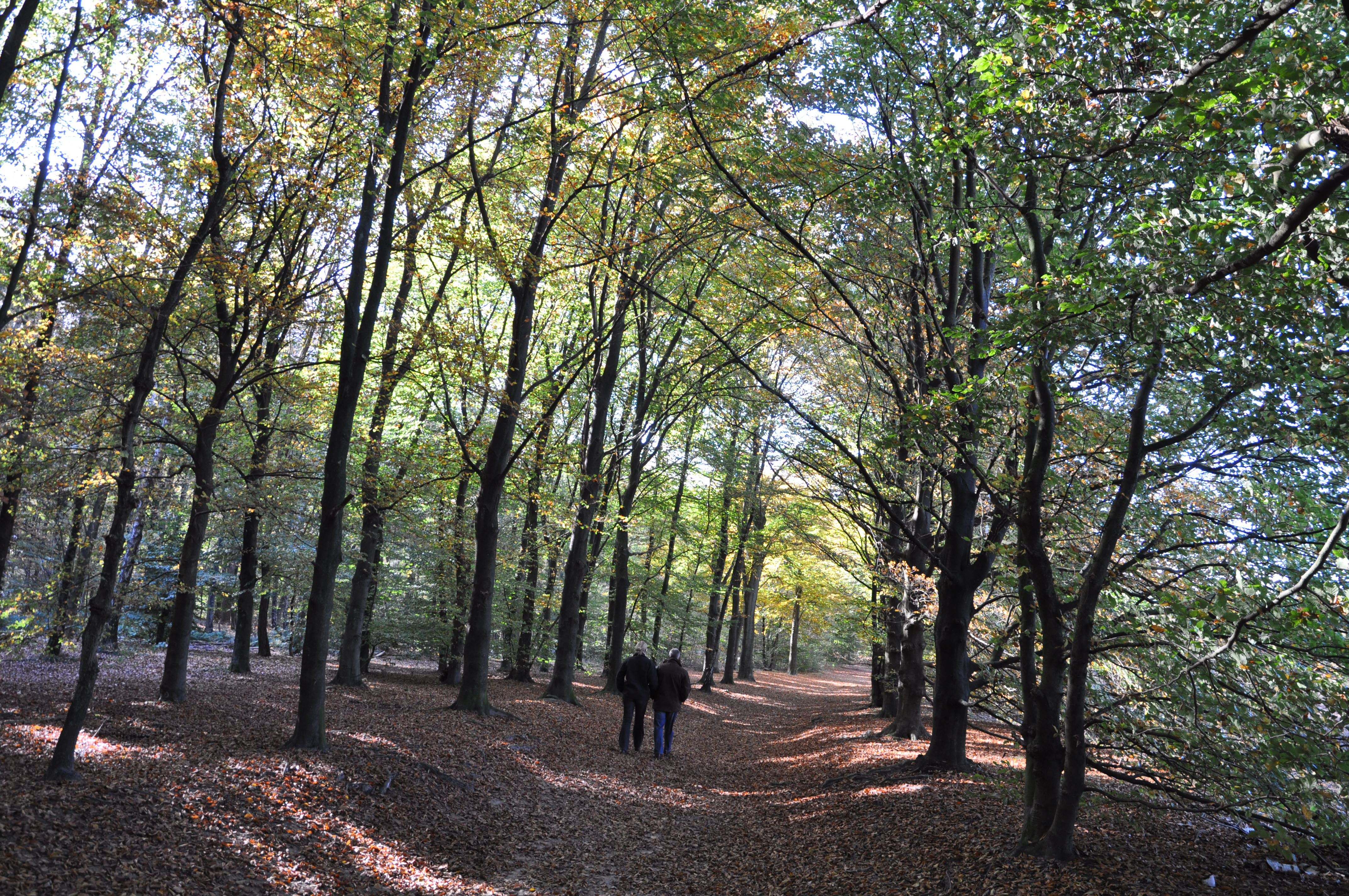
Wandelaars
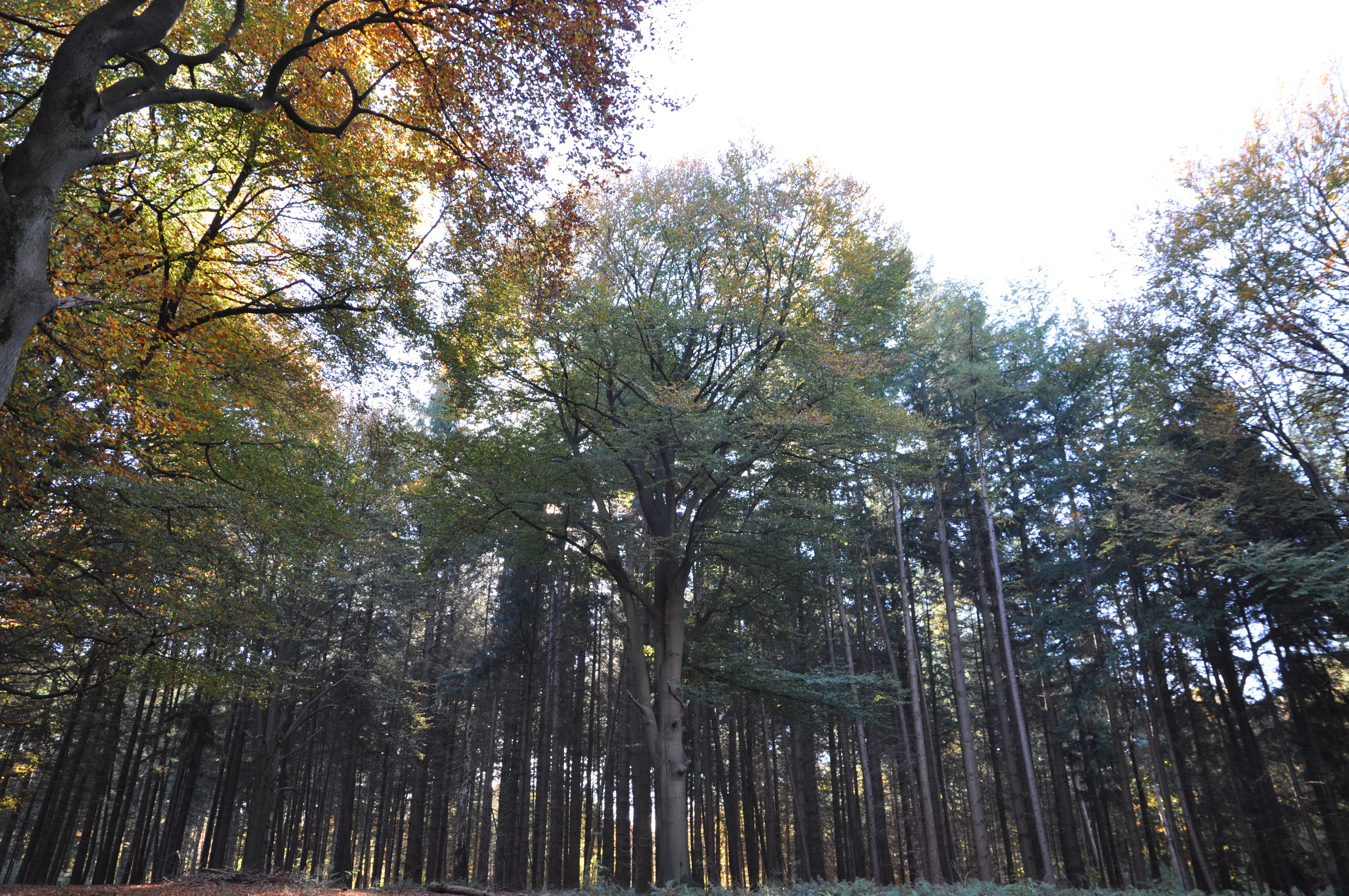
Bos
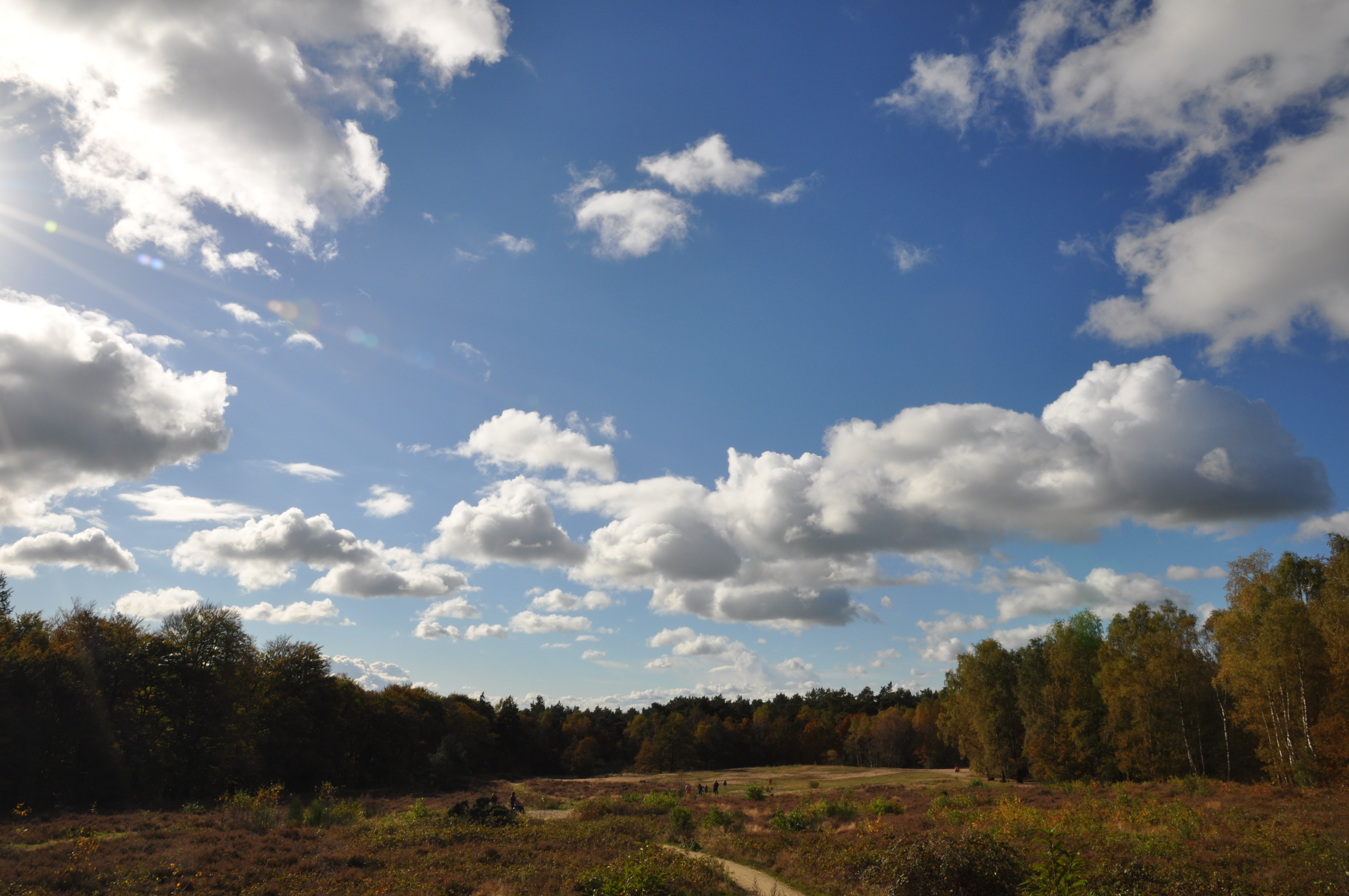
Open vlakte, nabij de Helenaheuvel
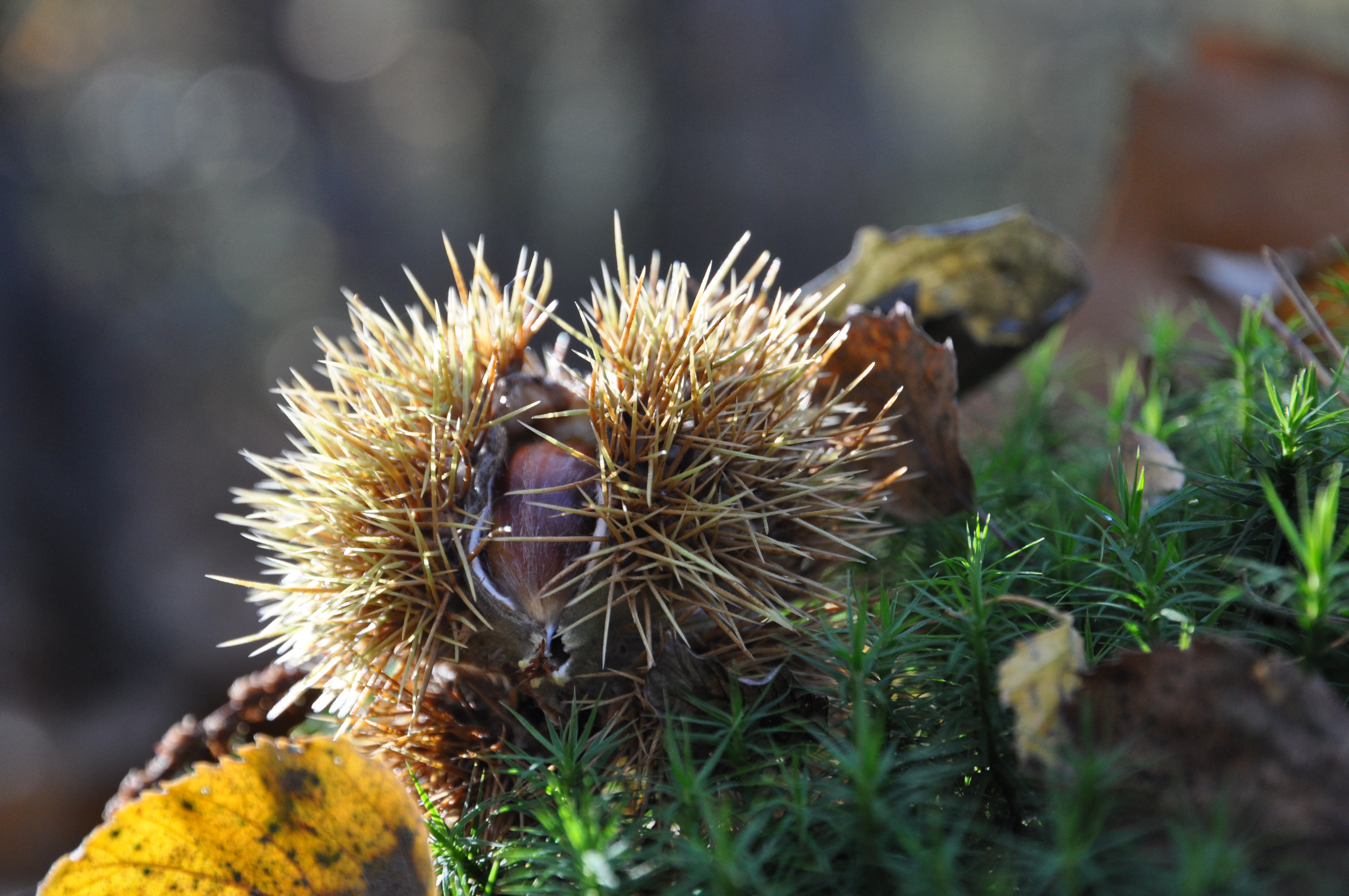
Tamme kastanje
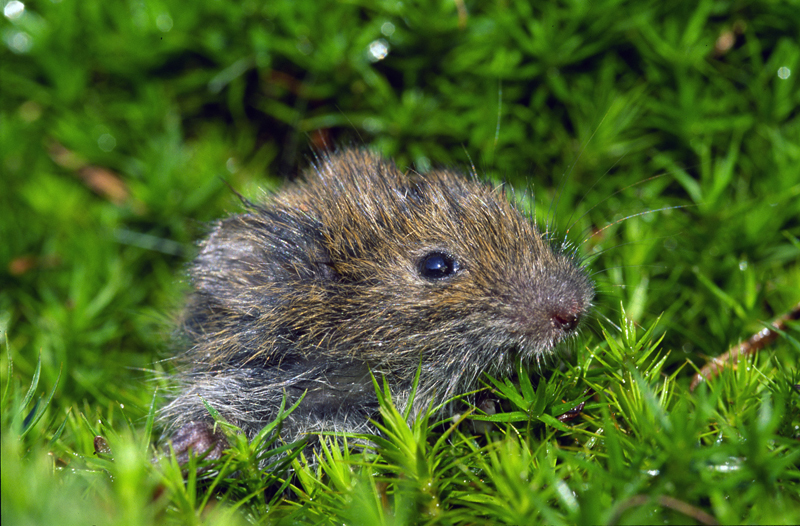
Aardmuis